# The Common Linnets

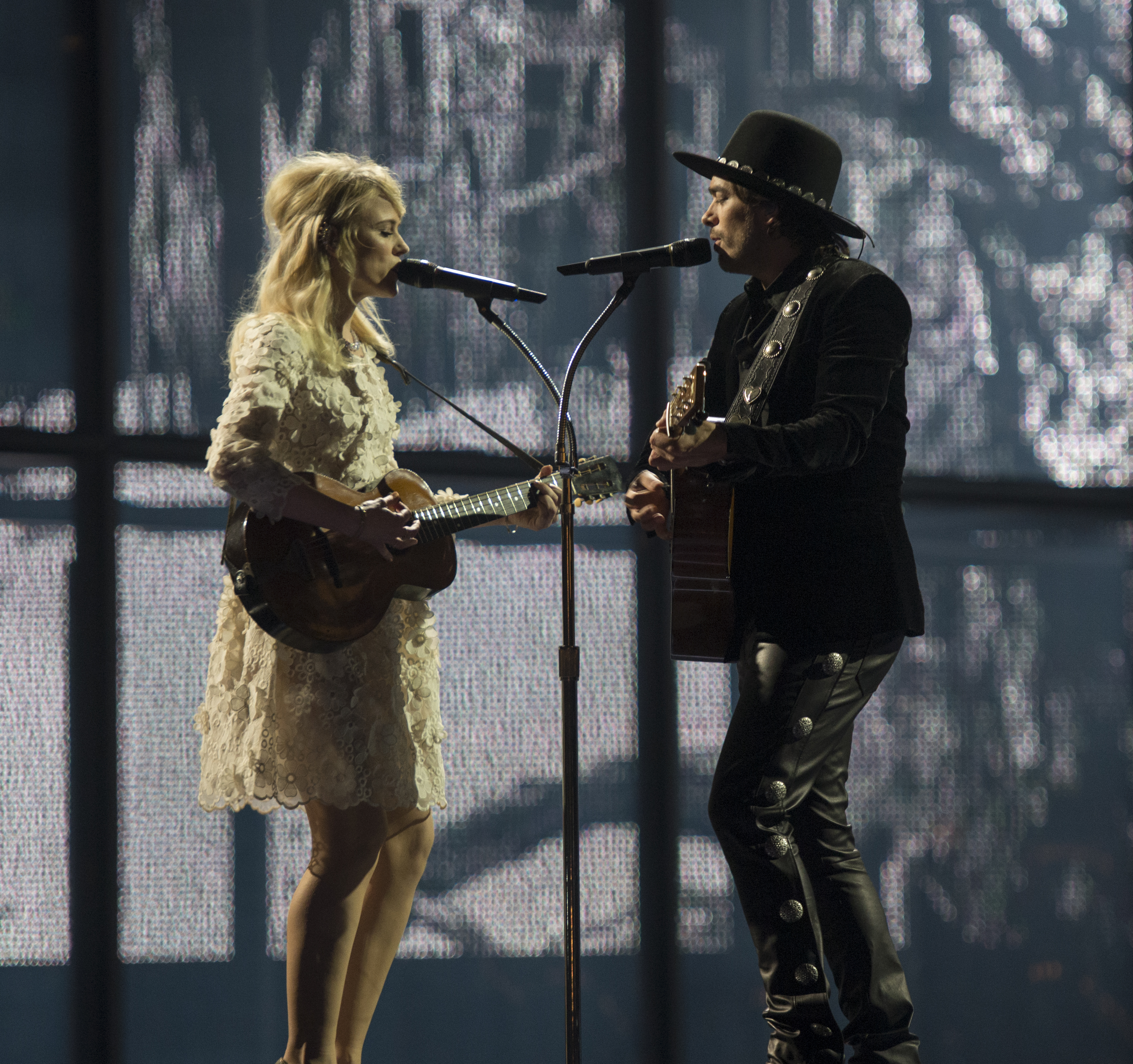
The Common Linnets tijdens de repetitie voor de halve finale van het Eurovisiesongfestival 2014

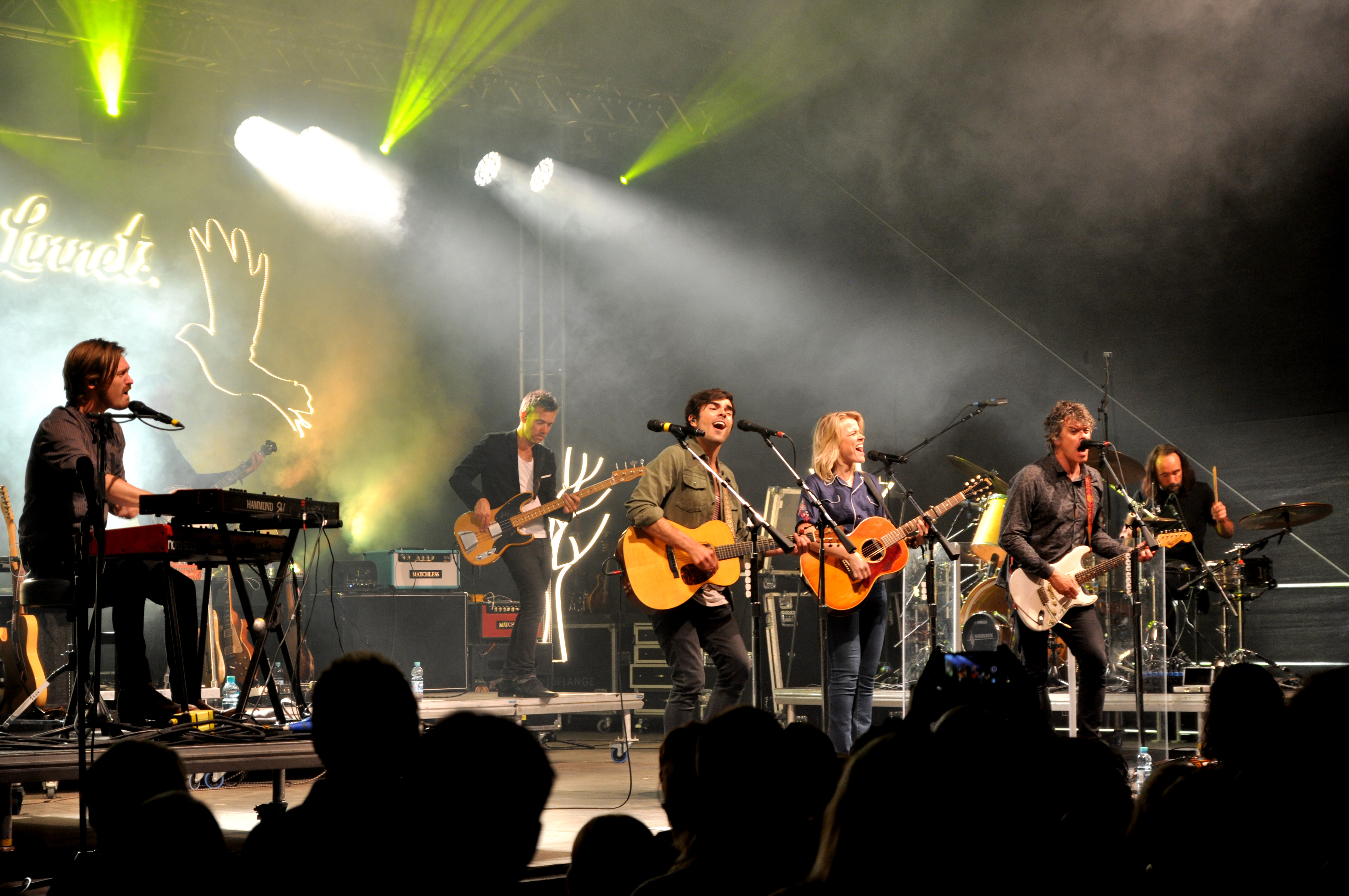
The Common Linnets in 2017

The Common Linnets is een band bestaande uit Ilse DeLange, JB Meijers, Jake Etheridge en Matthew Crosby. De groep bestond aanvankelijk uit het duo Ilse DeLange en Waylon,  dat in mei 2014 de tweede plaats op het Eurovisiesongfestival 2014 in Kopenhagen behaalde met Calm after the storm, afkomstig van het debuutalbum The Common Linnets. Het duo won op het festival twee Marcel Bezençon Awards: voor het beste optreden en het beste lied.

## Naamgeving
Common linnet is de Engelse benaming voor de kneu, een kleine zangvogel. Inwoners van de regio Twente worden behalve tukkers ook wel 'heikneuters' genoemd, waarmee in de breedste betekenis een simpel iemand wordt bedoeld die van het platteland komt. Tukker en heikneuter zijn beide streeknamen voor de kneu die op de heide voorkomt als broedvogel. The Common Linnets betekent dus eigenlijk 'zingende tukkers'. De naam is bedacht door ontwerper Rens Dekker, die tevens verantwoordelijk is voor het ontwerp van de cd- en lp-hoes.

## Geschiedenis
DeLange nam in 2013 het initiatief voor het oprichten van The Common Linnets en vroeg Waylon aan te sluiten. De twee kennen elkaar al sinds hun tienerjaren. Ze zijn beiden actief in de countryscene. Toen DeLange een project wilde starten met verschillende artiesten, dacht ze ook aan Waylon. Beide artiesten delen een passie voor country, bluegrass en folkmuziek, wat aan de basis stond voor The Common Linnets.
Er werden sessies gedaan in de Ardennen en Nashville, waar DeLange al eerder actief was. Onder anderen de Drentse folk-/countrymuzikant Daniël Lohues begeleidde het duo. De missie was om 'echte' countrymuziek te maken, geïnspireerd door sterren als Emmylou Harris, Johnny Cash, Crosby, Stills, Nash & Young en James Taylor.
In het najaar van 2013 werd er hard gewerkt aan een album. Gedurende de sessies werd DeLange en Waylon gevraagd om Nederland te vertegenwoordigen op het Eurovisiesongfestival. Na het succes van Anouk werd opnieuw een artiest van naam gezocht. DeLange en Waylon gingen akkoord.

### Songfestival
Op 25 november 2013 werd in de Wisseloord Studio's bekendgemaakt dat The Common Linnets Nederland zouden gaan vertegenwoordigen op het Eurovisiesongfestival 2014. Op dat moment had het duo vijftien nummers geproduceerd en begin 2014 waren er 28 nummers om een keuze uit te maken. Op 4 maart 2014 werd in het televisieprogramma De Wereld Draait Door bekendgemaakt dat Calm after the storm de muzikale inzending van DeLange en Waylon werd. Een week later werd in dat programma het lied voor het eerst live ten gehore gebracht. Een dag later was de officiële première op Radio 2. De single werd in eerste instantie met gemengde gevoelens onthaald op sociale media, maar belandde desondanks meteen in de hoogste regionen van de downloadlijsten.
Op het festival in mei werden The Common Linnets tweede achter winnaar Conchita Wurst. Het was tot 2019 de beste prestatie van Nederland sinds de winst van Teach-In in 1975.

### Europese doorbraak
Het nummer Calm after the storm werd na het Songfestival een Europese hit met top 10-noteringen in onder meer België, Duitsland, Zwitserland, Oostenrijk, Spanje, Denemarken en het Verenigd Koninkrijk.
Ook het debuutalbum The Common Linnets werd in Europa goed ontvangen. Het album, dat twee dagen voor de grote finale van het songfestival uitkwam, ging alleen al in Nederland binnen een week vijftigduizend keer over de toonbank. De cd hield in de albumlijst onder meer grote releases van Michael Jackson en Coldplay van de nummer 1-positie. Eind juli waren er wereldwijd 150 duizend exemplaren van The Common Linnets verkocht, goed voor drievoudig platina. In oktober werden zowel de single als het album met goud beloond in Duitsland en Oostenrijk. Ook hebben de Common Linnets een EBBA award 2015 gewonnen.

### Breuk met Waylon
Vanwege het succes na het Songfestival kwam er een Europese promotietour. Waylon deed daar niet aan mee en zijn zangpartijen werden overgenomen door de Amerikaanse muzikant Jake Etheridge en gitarist JB Meijers. De afwezigheid van Waylon ging niet aan het Nederlandse publiek voorbij. Ook veel media vroegen zich af waar Waylon was gebleven. De zanger gaf uiteindelijk zelf duidelijkheid door te melden dat hij alleen mee wilde doen als er sprake zou zijn van gelijkwaardige artistieke inbreng. Ook wilde Waylon zich liever op zijn solocarrière richten.
De breuk kwam voor het grote publiek onverwacht, met name, omdat vlak na het Songfestival in RTL Late Night de suggestie werd gewekt dat Ilse DeLange en Waylon samen Europa in wilden. DeLange zei in augustus in hetzelfde programma dat het geen houdbare situatie meer was, maar dat de samenwerking hoe dan ook geknapt zou zijn. Volgens de zangeres hadden zij en Waylon heel verschillende ideeën over veel zaken. De meningsverschillen waren zo ver opgelaaid dat ze stelde 'nooit meer terug' naar die tijd te willen. DeLange omschreef de periode als de mooiste uit haar carrière, maar tegelijkertijd als de zwartste periode die ze ooit gekend heeft.
Op het Tuckerville-festival dat op 21 juni 2014 in de Grolsch Veste werd gehouden, trad Waylon voor de eerste keer sinds het Songfestival en tevens voor het laatst met DeLange op als The Common Linnets. De spanningen tussen Waylon en DeLange waren desondanks zichtbaar voor de oplettende concertbezoeker.

### Promotietour in binnen- en buitenland
Na de promotietour volgde in het najaar van 2014 een Europese tournee langs onder meer Londen, Wenen en verschillende Duitse steden. Ook worden enkele Nederlandse clubs aangedaan. Het repertoire bestaat naast nummers van The Common Linnets ook uit eigen liedjes van DeLange. Eind augustus 2014 maakte DeLange in RTL Late Night bekend dat er ook een tournee door de Verenigde Staten zou komen. In september 2014 kwam Waylon weer terug op de zaak in NRC Next. Het zou al vanaf het begin niet hebben willen vlotten tussen de twee artiesten, er was groot verschil van inzicht. Waylon zou soms weggelopen zijn van de opnamesessies, terwijl de rest van de musici doorging met opname. Waylon zou gedurende de korte tijd de vrede bewaard hebben, vanwege commerciële belangen, maar zag geen mogelijkheid de samenwerking te verlengen. Ook zijn keuze qua kleding viel niet goed in de rest van de groep. 

### Tweede album
Zonder Waylon wordt in 2014 en 2015 gewerkt aan een opvolger van het debuutalbum. De cd, getiteld II, verscheen op 25 september 2015. De eerste single, We don't make the wind blow kwam in mei 2015 uit en wordt gebruikt als titelsong van de Nederlandse versie van de FOX-serie Wayward Pines. Ook werd bekend dat de groep de Nederlandstalige liedjes heeft gecomponeerd voor de musical gebaseerd op het boek De tweeling van Tessa de Loo.

## Prijzen
| Jaar | Prijs                          | Categorie                                | Resultaat   |
| ---- | ------------------------------ | ---------------------------------------- | ----------- |
| 2014 | Marcel Bezençon Awards         | Beste compositie                         | Gewonnen    |
| 2014 | Marcel Bezençon Awards         | Beste artistieke prestatie               | Gewonnen    |
| 2015 | European Border Breakers Award | Meestbelovende Nederlandse act           | Gewonnen    |
| 2015 | European Border Breakers Award | Public Choice Award                      | Gewonnen    |
| 2015 | Popprijs                       | Popprijs                                 | Gewonnen    |
| 2015 | Edisons                        | Beste popact                             | Gewonnen    |
| 2015 | Edisons                        | Beste nummer voor Calm after the storm   | Genomineerd |
| 2015 | 100% NL Awards                 | Beste album voor The Common Linnets      | Gewonnen    |
| 2015 | ECHO Awards                    | Beste pop/rockact internationaal         | Genomineerd |
| 2015 | ECHO Awards                    | Beste nieuwkomer internationaal          | Gewonnen    |
| 2015 | 3FM Awards                     | Beste band                               | Genomineerd |
| 2015 | 3FM Awards                     | Beste album voor The Common Linnets      | Genomineerd |
| 2015 | 3FM Awards                     | Beste single voor Calm after the storm   | Genomineerd |
| 2015 | Buma Awards                    | Nationaal voor Calm after the storm      | Gewonnen    |
| 2015 | Buma Awards                    | Internationaal voor Calm after the storm | Gewonnen    |

## Discografie

### Albums
| Album met eventuele hitnotering(en) in de Nederlandse Album Top 100 | Datum van verschijnen | Datum van binnenkomst | Hoogste positie | Aantal weken | Opmerkingen                               |
| ------------------------------------------------------------------- | --------------------- | --------------------- | --------------- | ------------ | ----------------------------------------- |
| The Common Linnets                                                  | 09-05-2014            | 17-05-2014            | 1(6wk)          | 55           | 3x Platina / Best verkochte album in 2014 |
| II                                                                  | 25-09-2015            | 03-10-2015            | 1(1wk)          | 42           |                                           |

| Album met hitnotering(en) in de Vlaamse Ultratop 200 albums | Datum van verschijnen | Datum van binnenkomst | Hoogste positie | Aantal weken | Opmerkingen |
| ----------------------------------------------------------- | --------------------- | --------------------- | --------------- | ------------ | ----------- |
| The Common Linnets                                          | 2014                  | 17-05-2014            | 12              | 21           |             |
| II                                                          | 25-09-2015            | 03-10-2015            | 40              | 8            |             |

### Singles
| Single met eventuele hitnotering(en) in de Nederlandse Top 40 | Datum van verschijnen | Datum van binnenkomst | Hoogste positie | Aantal weken | Opmerkingen                                                              |
| ------------------------------------------------------------- | --------------------- | --------------------- | --------------- | ------------ | ------------------------------------------------------------------------ |
| Calm after the storm                                          | 13-03-2014            | 29-03-2014            | 35              | 3            | Inzending Eurovisiesongfestival 2014 / Nr. 1 in de Single Top 100 / Goud |
| Time has no mercy                                             | 09-05-2014            | -                     |                 |              | Nr. 86 in de Single Top 100                                              |
| When love was king                                            | 09-05-2014            | -                     |                 |              | Nr. 84 in de Single Top 100                                              |
| Lovers & liars                                                | 09-05-2014            | -                     |                 |              | Nr. 75 in de Single Top 100                                              |
| Sun song                                                      | 09-05-2014            | -                     |                 |              | Nr. 66 in de Single Top 100                                              |
| Before complete surrender                                     | 09-05-2014            | -                     |                 |              | Nr. 64 in de Single Top 100                                              |
| Arms of salvation                                             | 09-05-2014            | -                     |                 |              | Nr. 61 in de Single Top 100                                              |
| Where do I go with me                                         | 09-05-2014            | -                     |                 |              | Nr. 52 in de Single Top 100                                              |
| Hungry hands                                                  | 09-05-2014            | -                     |                 |              | Nr. 44 in de Single Top 100                                              |
| Broken but home                                               | 09-05-2014            | -                     |                 |              | Nr. 41 in de Single Top 100                                              |
| Still loving after you                                        | 09-05-2014            | -                     |                 |              | Nr. 16 in de Single Top 100                                              |
| Love goes on                                                  | 09-05-2014            | -                     |                 |              | Nr. 13 in de Single Top 100                                              |
| Calm after the storm                                          | 13-03-2014            | 17-05-2014            | 2               | 10           | Hoogste re-entry ooit in de Top 40                                       |
| Give me a reason                                              | 09-05-2014            | 13-09-2014            | tip10           | -            | Nr. 92 in de Single Top 100                                              |
| Christmas around me                                           | 2014                  | 13-12-2014            | tip26           | -            |                                                                          |
| We don't make the wind blow                                   | 01-05-2015            | 23-05-2015            | 32              | 4            | Nr. 74 in de Single Top 100                                              |
| Hearts on fire                                                | 2015                  | 05-09-2015            | tip3            | -            |                                                                          |
| In your eyes                                                  | 2016                  | 13-02-2016            | tip16           | -            |                                                                          |

| Single met hitnotering(en) in de Vlaamse Ultratop 50 | Datum van verschijnen | Datum van binnenkomst | Hoogste positie | Aantal weken | Opmerkingen             |
| ---------------------------------------------------- | --------------------- | --------------------- | --------------- | ------------ | ----------------------- |
| Calm after the storm                                 | 14-03-2014            | 17-05-2014            | 1(1wk)          | 12           | Nr. 1 in Radio 2 Top 30 |
| We don't make the wind blow                          | 01-05-2015            | 19-09-2015            | tip6            | -            |                         |

### NPO Radio 2 Top 2000
| Nummers met noteringen in de NPO Radio 2 Top 2000 | '14  | '15  | '16  | '17 | '18 | '19 | '20 | '21 | '22  | '23  | '24  |
| ------------------------------------------------- | ---- | ---- | ---- | --- | --- | --- | --- | --- | ---- | ---- | ---- |
| Calm after the storm                              | 145  | 141  | 253  | 372 | 631 | 612 | 675 | 713 | 1000 | 1213 | 1302 |
| Love goes on                                      | 1317 | 1324 | -    | -   | -   | -   | -   | -   | -    | -    | -    |
| We don't make the wind blow                       | ×    | -    | 1584 | -   | -   | -   | -   | -   | -    | -    | -    |

1. ↑  Een '-' betekent dat het nummer niet was genoteerd, een '×' betekent dat het nummer nog niet was uitgebracht en een vetgedrukt getal geeft de hoogste notering van een nummer aan.
2. ↑  2014 was het eerste jaar met een notering voor The Common Linnets.